# Boy Charlton
Boy Charlton (n. 12 august 1907, North Sydney Council⁠(d), Noul Wales de Sud, Australia – d. 10 decembrie 1975, Noul Wales de Sud, Australia) a fost un înotător ce a reprezentat Australia, medaliat olimpic. A participat la 3 ediții ale Jocurilor Olimpice (1924, 1928, 1932) în care a câștigat o medalie de aur și o medalie de argint.